# USS Naiwa (SP-3512)
USS Naiwa (SP-3512) – okręt patrolowy zbudowany przez Baltimore Shipbuilding and Drydock Co. w Baltimore. Został przekazany Marynarce 10 września, włączony do służby w Baltimore 4 listopada i przydzielony do NOTS na konto Armii.
Po przeróbkach „Naiwa” opuściła port w Baltimore 27 listopada 1918 kierując się w stronę Francji, ale została zmuszona do powrotu z powodu kłopotów z maszyną sterową. Po przejściu napraw wypłynął z Norfolk 8 marca 1919 i dotarł do La Pallice 23 marca. Następnie przeszedł do Brodeaux by wyładować przywiezione towary. 
„Naiwa” opuścił Bordeaux 12 kwietnia i popłynął do Brestu, gdzie wziął ładunek niemieckich dział i części dział. Dotarł do Norfolk 2 maja i został wycofany ze służby 9 maja.